# Alexander Grin
Aleksandr Stepanovich Grinevsky (mais conhecido por seu pseudônimo, Aleksandr Grin , russo:  Александр Грин; IPA: [ɐlʲɪˈksandr ɡrʲin] (escutarⓘ), 23 de agosto de 1880 - 8 de julho de 1932) foi um escritor russo, notável por seus romances e contos românticos , principalmente em uma terra de fantasia anônima com sabor europeu ou latino-americano (fãs de Grin freqüentemente se referem a esta terra como Grinlandia). A maioria de seus escritos lidam com o mar, aventuras e amor.

## Biografia
Aleksandr Grin nasceu Aleksandr Stepanovich Grinevsky (em russo:  Александр Степанович Гриневский   ) em um subúrbio de Vyatka em 1880, filho do polonês Stefan Hryniewski (russificado como Stefan Grinevsky), deportado depois da Revolta de janeiro de 1863, e uma enfermeira russa, Anna Lyapkova.  Em 1896, depois de se formar em uma escola em Vyatka, Grinevsky foi para Odessa e viveu a vida de um vagabundo. Trabalhou como marinheiro, garimpeiro, operário da construção civil, mas muitas vezes se viu sem emprego e se sustentou mendigando e graças ao dinheiro enviado a ele por seu pai.
Depois de se juntar ao exército russo,  tornou-se membro do Partido Socialista-Revolucionário , foi preso e passou um tempo na prisão por "propaganda revolucionária". Seu primeiro conto foi publicado em um jornal em 1906.  No mesmo ano, foi preso em São Petersburgo e condenado a quatro anos de exílio em uma área remota da província de Tobolsk. No entanto, pouco depois de chegar a Tobolsk, Grin escapou e retornou a Petersburgo para viver ilegalmente.  Ele foi novamente preso em 1910 e enviado para viver na província de Arkhangelsk. Em uma pequena vila chamada Kegostrov, Grin e sua primeira esposa, Vera Pavlovna Abramova (com quem se casou em 1910), viveram de 1910 a 1912.
Em 1912, ele retornou a São Petersburgo e se divorciou de sua esposa.  Naquela época, Grin publicou principalmente contos; a maioria de seus trabalhos maiores foi escrita após a Revolução de Outubro e teve uma popularidade significativa na primeira metade dos anos 1920. Em 1921, ele se casou com Nina Nikolaevna Grin. Em 1924, eles se mudaram para Feodosiya para morar perto do mar.  Nos seus últimos dias, as visões românticas de Grin estavam em forte conflito com a literatura soviética dominante; editores em Moscou e Leningrado se recusaram a considerar seus escritos românticos, e Grin e sua esposa viviam em extrema pobreza.  Grin sofria de alcoolismo e tuberculose que acabaram arruinando sua saúde.  Morreu de câncer de estômago em 1932 em Stary Krym .
Em seu livro Sculpting in Time , o cineasta Andrei Tarkovsky descreve como Grin, ao morrer de fome, "foi para as montanhas com um arco e uma flecha caseira para atirar em algum tipo de caça". Ele oferece Grin como um exemplo de poeta no sentido mais profundo: alguém com "uma consciência do mundo, uma forma particular de se relacionar com a realidade ... uma filosofia para guiar um homem por toda a sua vida".

## Obras
A maioria dos escritos de Alexander Grin não tem relação direta com a realidade da Rússia imperial e soviética  em que ele viveu.  O cenário da maioria de seus romances e contos é uma terra sem nome à beira-mar, aparentemente distante da Europa, mas com todos os personagens sendo europeus ocidentais em nome e aparência.  Até mesmo seu pseudônimo literário (Grin) é uma forma desrussificada de seu verdadeiro sobrenome (Grinevsky).
Descrito por alguns críticos como "ficção adolescente", os trabalhos de Grin têm muitas coisas em comum com a realidade do início do século 20 (como automóveis e bancos). Povoado por capitães do mar, marinheiros, cientistas, viajantes, criminosos, aristocratas extravagantes, garotas infantis, vilões elegantes e heróis de espírito forte que sempre permanecem fiéis aos seus sonhos, o mundo de Grin é frequentemente chamado de Grinlandia pelos fãs.  Alguns de seus romances contêm um elemento de magia - não como parte estabelecida de seu mundo, mas sempre como um milagre que muda a vida daqueles que o encontram.

## Bibliografia

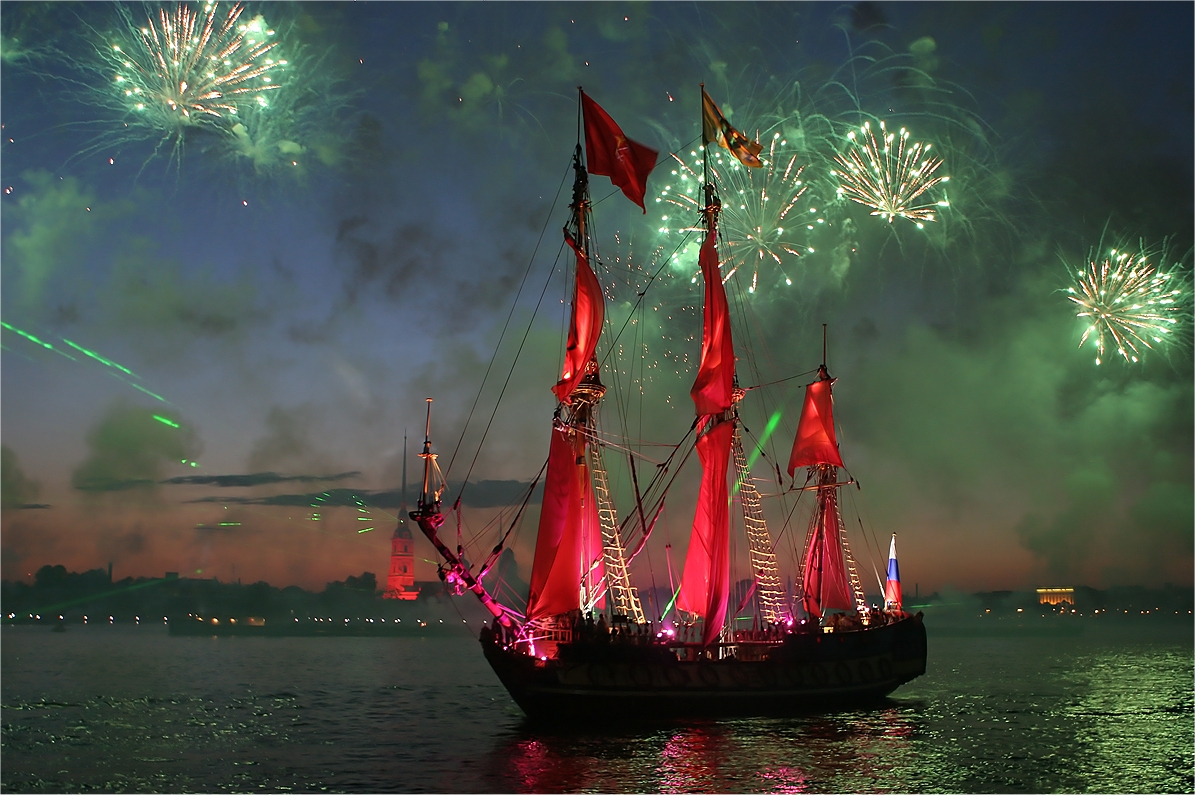
Um navio com velas escarlates é mascote para as celebrações das " Velas Escarlates " em São Petersburgo em homenagem ao romance de Alexander Grin

## Adaptações
- Aguarela (1958), dirigido por Otar Iosseliani
- Alye parussa (1961), dirigido por Alexandr Ptushko
- The Lanfier Colony (1969), dirigido por Jan Schmidt
- Morgania (1972), dirigido por Juraj Herz
- Isbavitelj (1976), dirigido por Krsto Papić
- O Mundo Brilhante (1984), dirigido por Bulat Mansurov
- Mister Designer (1988), dirigido por Oleg Teptsov
- Ela Quem Corre nas Ondas (2007), dirigido por Valery Pendrakovskiy